# Cotinusa rosascostai
Cotinusa rosascostai är en spindelart som beskrevs av Mello-Leitao 1944. Cotinusa rosascostai ingår i släktet Cotinusa och familjen hoppspindlar. Inga underarter finns listade i Catalogue of Life.